# Diapetimorpha pedator
Diapetimorpha pedator là một loài tò vò trong họ Ichneumonidae.